# Sommera donnell-smithii
Sommera donnell-smithii är en måreväxtart som beskrevs av Paul Carpenter Standley. Sommera donnell-smithii ingår i släktet Sommera och familjen måreväxter. Inga underarter finns listade i Catalogue of Life.